# Hne
Hne (birm. နှဲ; /n̥é/) — tradycyjny birmański drewniany instrument dęty z podwójnym stroikiem.

## Opis instrumentu
Hne ma kształt stożkowatej rury. Instrument wykonany jest z podłużnego kawałka twardego drewna, często akacjowego, przewierconego wzdłuż osi długiej. Na przedniej powierzchni instrumentu rozmieszczonych jest w linii prostej i w równych odległościach (3,2 cm w długich instrumentach, a 1,9 cm w krótkich) 7 jednakowych otworów na palce, a ze strony przeciwległej jeszcze jeden otwór na kciuk położony mniej więcej w połowie odległości między pierwszym a drugim górnym otworem. Do końca instrumentu może być doczepiony luźno za pomocą czerwonego sznurka kielich z cienkiego brązu - nie ma on wpływu na wydobywany z instrumentu dźwięk więc muzycy często obywają się bez niego. Kielichy dołączane do dłuższej odmiany hne są często pozłacane i ozdabiane fragmentami szkła.
Stroiki wykonuje się z młodych liści palmowych, które w tym celu namacza się, a następnie poddaje wielomiesięcznemu wędzeniu, składa i przycina tak, aby otrzymać 6 lub 8 koncentrycznych warstw. Kanał stroika poszerza się i kształtuje za pomocą spiczastych kołeczków z kości słoniowej.
Hne występuje w dwóch odmianach: mierzące 45 cm hne gyi (birm. နှဲကြီး /n̥é dʑí/; pol. duże hne) oraz 30-centymetrowe hne kalei (birm. နှဲကလေး /n̥é kəléi/; pl. małe hne). Pierwszy z instrumentów służy graniu utworów poważnych, o wolniejszym tempie, podczas gdy na drugim, używanym częściej, grane są kompozycje szybkie i wesołe.

## Historia
Najstarsza wzmianka o hne znajduje się w poemacie z roku 1491, w którym wymienione zostało ono pośród innych instrumentów na których grano podczas obrzędów ku czci natów. Nazwa instrumentu została prawdopodobnie zapożyczona od indyjskiego słowa sanēyi (lub surnaya) poprzez język mon. Także samo hne dotarło do Birmy prawdopodobnie z Indii.

## Muzyka i muzycy
Hne obejmuje skalę dwóch oktaw, przy czym najniższy dźwięk hne gyi to środkowe C, a hne kalei - G powyżej niego.
Z reguły muzyk grający na hne posiada obydwie odmiany instrumentu, a ponadto dysponuje też dwoma bambusowymi fletami, których tony dostrojone są do dużego i małego hne, i które mają identyczny układ otworów na palce. Na fletach tych grane są ciche partie utworów.
W tradycyjnej muzyce birmańskiej hne używane jest do grania muzyki publicznie, na otwartej przestrzeni, w ramach orkiestr bądź małych zespołów. 

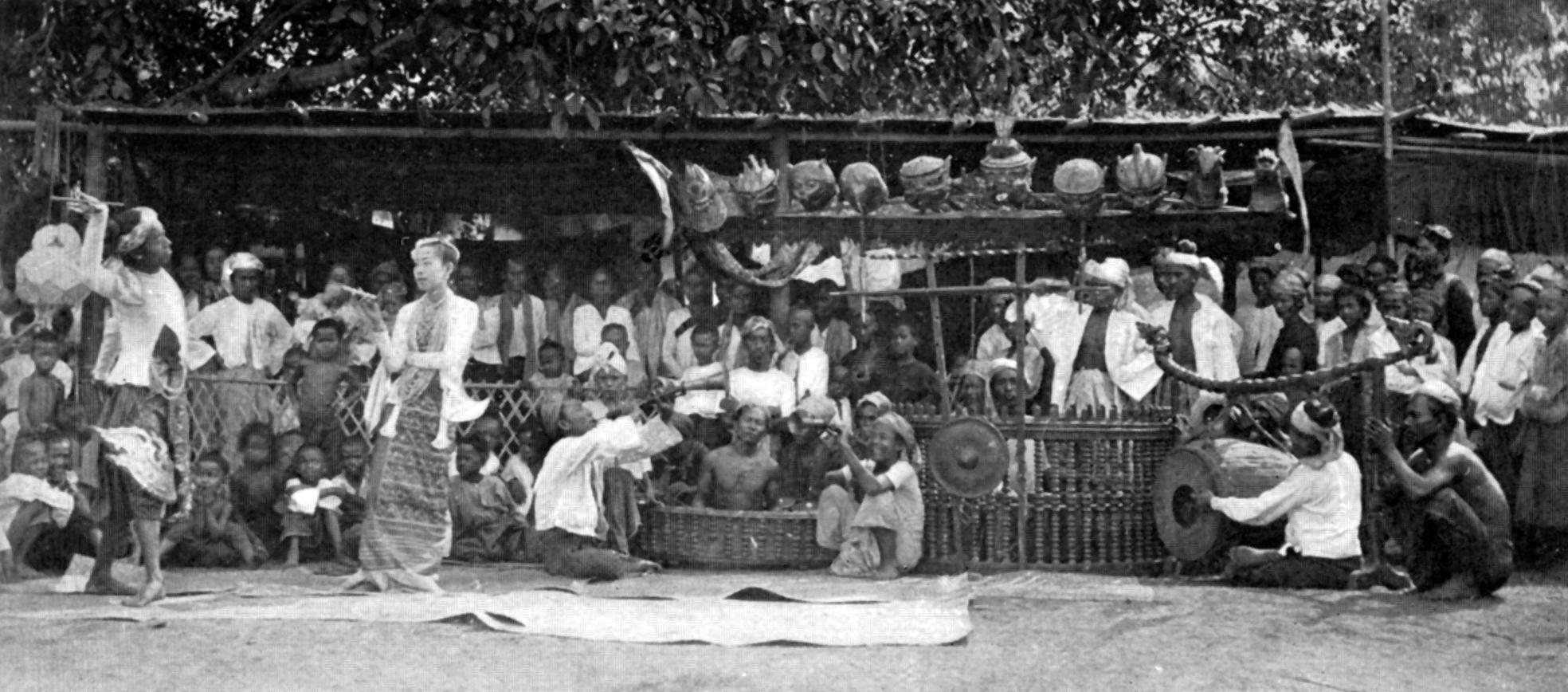
Tradycyjny teatr birmański; na pierwszym planie dwóch muzyków grających na hne